# Мішель Хазанавічус
Мішель Хазанавічус (фр. Michel Hazanavicius, нар. 29 березня 1967, Париж, Франція) — французький кінорежисер, кіносценарист, актор та монтажер. Став широко відомим своєю останньою роботою у фільмі «Артист» (2011), який отримав Премію «Оскар» за найкращий фільм на 84-тій церемонії вручення премії «Оскар» 2012 року, також ця робота дозволила йому отримати Премію «Оскар» за найкращу режисерську роботу. Інші його фільми — Агент 117: Каїр — шпигунське гніздо (2006) та Агент 117: Місія в Ріо (2009).

## Біографія
Мішель Хазанавічус народився у Парижі, Франція у єврейській сім'ї, яка переїхала до Франції з Литви у 1920-их роках. Хазанавічус ходив до школи мистецтв. Має українське походження, оскільки його бабуся з Ковеля Волинської області. 

### Кар'єра
Свою роботу на телебаченні почав у 1988 році, коли працював на французькому каналі Canal+. Спочатку він знімав рекламні ролики для таких компаній як Reebok, Bouygues тощо. 1993 року він випустив свій повнометражний фільм  — комедія «Американський клас».
2006 року Мішель почав роботу над екранізацією романів французького письменника Жана Брюса про Агента 117. Того ж року вийшов фільм Агент 117: Каїр — шпигунське гніздо, який був найуспішнішим комерційним проектом французького телебачення останніх десятиліть. 2009 року Азанавічус зняв продовження комедійної серії  — Агент 117: Місія в Ріо, який також був успішним і завоював багато нагород.
2011 року зняв фільм «Артист», який отримав премію «Оскар» за найкращий фільм, а сам режисер  — Премію «Оскар» за найкращу режисерську роботу.

### Особисте життя
Мішель Азанавічус одружений з актрисою Береніс Бежо, сім'я має двох дітей: старший син Люсьєн (*25 червня 2008 року) та молодша донька Глорія (*18 вересня 2011 року). У режисера є брат  — Серж Азанавічус (фр. Serge Hazanavicius), актор.

## Фільмографія
|                     | Я люблю німе кіно, а не вважаю його сакральним. Як і будь-який жанр фільмів, поряд з шедеврами є дуже нудні фільми. Ці фільми старі через епоху, з якої вони, а не через конкретний формат, у якому вони зроблені. Важливо було не думати про Артист, як про «старий фільм». Це сьогодні, це нове. Але ви отримуєте перевагу завдяки цьому знехтуваному формату, який дає вам деякі цікаві можливості, як оповідачу.. |
| — Мішель Азанавічус | |

| Рік  | Фільм                                                                 | Виступав у ролі: | Виступав у ролі: | Виступав у ролі: | Виступав у ролі: |
| Рік  | Фільм                                                                 | Режисера         | Продюсера        | Сценариста       | Актора           |
| ---- | --------------------------------------------------------------------- | ---------------- | ---------------- | ---------------- | ---------------- |
| 1992 | Ca détourne (Ca détourne)                                             | Так              | Ні               | Так              | Ні               |
| 1992 | Деррік проти супермена (Derrick contre Superman)                      | Так              | Ні               | Ні               | Ні               |
| 1993 | Американський клас (La classe américaine)                             | Так              | Ні               | Так              | Так              |
| 1994 | Місто страху (La cité de la peur)                                     | Ні               | Ні               | Ні               | Так              |
| 1996 | Дельфін 1, Іван 0 (Delphine 1, Yvan 0)                                | Ні               | Ні               | Так              | Так              |
| 1997 | Дідьє (Didier)                                                        | Так              | Ні               | Так              | Ні               |
| 1997 | Відсутність капіталу (Echec au capital)                               | Так              | Ні               | Ні               | Ні               |
| 1998 | Клон (Le clone)                                                       | Ні               | Ні               | Так              | Ні               |
| 1999 | Мої друзі (Mes amis)                                                  | Ні               | Ні               | Ні               | Так              |
| 2001 | Моя дружина — актриса (Ma femme est une actrice)                      | Ні               | Ні               | Ні               | Так              |
| 2004 | Чудова четвірка (Les Dalton)                                          | Ні               | Ні               | Так              | Ні               |
| 2006 | Агент 117: Каїр — шпигунське гніздо (OSS 117: Le Caire nid d'espions) | Так              | Ні               | Так              | Ні               |
| 2009 | Агент 117: Місія в Ріо (OSS 117: Rio ne répond plus)                  | Так              | Ні               | Так              | Ні               |
| 2011 | Артист (The Artist)                                                   | Так              | Ні               | Так              | Ні               |
| 2012 | Право на «Ліво» (Les infidèles)                                       | Так              | Ні               | Ні               | Ні               |
| 2014 | Пошук (The Search)                                                    | Так              | Ні               | Ні               | Ні               |
| 2017 | Молодий Годар (Redoubtable)                                           | Так              | Так              | Так              | Ні               |
| 2022 | Кінцевий монтаж (Coupez !)                                            | Так              | Так              | Так              | Ні               |

## Нагороди
| | Щасливий кінець — це питання ввічливості. Я попросив людей, щоб подивилися це, так що я можу зробити щось інше, ніж щасливий кінець. Це спосіб сказати спасибі глядачам, тому що вони пішли на те, що не так легко дивитися. |
| — Мішель Азанавічус «Промова під час отримання номінації "Оскар" за фільм Артист, Лос-Анджелес, 2012 р.» | |

- Орден Почесного легіону, кавалер (13 липня 2023)[7]

Вибраний перелік нагород
| Нагорода                          | Рік  | Категорія                       | Фільм                               | Результат |
| --------------------------------- | ---- | ------------------------------- | ----------------------------------- | --------- |
| Оскар                             | 2012 | Найкращий режисер               | Артист                              | Перемога  |
| Оскар                             | 2012 | Найкращий оригінальний сценарій | Артист                              | Номінація |
| Оскар                             | 2012 | Найкращий монтаж                | Артист                              | Номінація |
| BAFTA                             | 2012 | Найкращий режисер               | Артист                              | Перемога  |
| BAFTA                             | 2012 | Найкращий оригінальний сценарій | Артист                              | Перемога  |
| BAFTA                             | 2012 | Найкращий монтаж                | Артист                              | Перемога  |
| Каннський кінофестиваль           | 2012 | Золота пальмова гілка           | Артист                              | Номінація |
| Каннський кінофестиваль           | 2017 | Золота пальмова гілка           | Грізний                             | Номінація |
| Сезар                             | 2008 | Найкращий сценарій              | Агент 117: Каїр — шпигунське гніздо | Номінація |
| Сезар                             | 2012 | Найкраща режисерська робота     | Артист                              | Перемога  |
| Сезар                             | 2012 | Найкращий сценарій              | Артист                              | Номінація |
| Сезар                             | 2012 | Найкращий монтаж                | Артист                              | Номінація |
| Сезар                             | 2018 | Найкраща режисерська робота     | Молодий Годар                       | Номінація |
| Сезар                             | 2018 | Найкращий адаптований сценарій  | Молодий Годар                       | Номінація |
| Золотий глобус                    | 2012 | Найкращий режисер               | Артист                              | Номінація |
| Золотий глобус                    | 2012 | Найкращий сценарій              | Артист                              | Номінація |
| Міжнародний кінофестиваль у Токіо | 2006 | Гран-прі                        | Агент 117: Каїр — шпигунське гніздо | Перемога  |
| Премія «Люм'єр»                   | 2018 | Найкращий режисер               | Молодий Годар                       | Номінація |

## Підтримка України
У 2018 підтримав звернення Асоціації режисерів Франції на захист ув'язненого у Росії українського режисера Олега Сенцова.
У 2023 році став амбасадором глобальної ініціативи президента України з підтримки України, запущеної під час російсько-української війни United24.
У вересні 2023 року Мішель приїздив до України та відвідав місто Ковель, в якому жила його бабуся, Лея Верба. 